# Álvaro Saborío
Álvaro Alberto Saborío Chacón (Quesada, 1982. március 25. –) Costa Rica-i válogatott labdarúgó.

## Pályafutása

### Klubcsapatban
2001 és 2006 között a Deportivo Saprissa csapatában játszott, melynek tagjaként három bajnoki címet szerzett. 2006 és 2010 között Svájcban a Sion játékosa volt, a 2009–10-es szezonban a Bristol City és a Real Salt Lake együttesénél szerepelt kölcsönben. 2011 és 2015 között a Real Salt Lake labdarúgója volt. 2015 és 2016 között a D.C. Unitedet erősítette. 2017-ben hazatért a Deportivo Saprissához. 2018-ban a San Carlos szerződtette, mellyel 2019-ben Clausura bajnoki címet szerzett. 2020-ban kölcsönben az Alajuelensében játszott. 

### A válogatottban
2002 és 2021 között 112 alkalommal szerepelt a Costa Rica-i válogatottban és 36 gólt szerzett. Részt vett a 2004-es Copa américán, a 2004. évi nyári olimpiai játékokon és a 2006-os világbajnokságon, valamint a Copa América Centenarión, a 2007-es, a 2009-es, a 2011-es, a 2013-as, a 2015-ös és a 2019-es CONCACAF-aranykupán.

## Sikerei, díjai
Deportivo Saprissa
- Costa Rica-i bajnok (3): 2003–04, Apertura 2005, Clausura 2006
- CONCACAF-bajnokok ligája győztes (1): 2005
- UNCAF-klubcsapatok kupája győztes (1): 2003

FC Sion
- Svájci kupagyőztes (1): 2008–09

San Carlos
- Costa Rica-i bajnok (1): Clausura 2019

Alajuelense
- Costa Rica-i bajnok (1): Apertura 2020

Costa Rica
- Copa Centroamericana győztes (1): 2013

## Külső hivatkozások
- Álvaro Saborío adatlapja a National-Football-Teams.com oldalon (angolul)

- Álvaro Saborío (angol nyelven). FootballDatabase.eu
- Álvaro Saborío (német nyelven). kicker.de
- Álvaro Saborío (angol nyelven). sports-reference.com, Sports Reference LLC. [2011. augusztus 29-i dátummal az eredetiből archiválva]. (Hozzáférés: 2024. március 7.)
- Álvaro Saborío adatlapja a worldfootball.net oldalon (angolul)
- Álvaro Saborío profilja az Olympedia oldalán (angolul)